# Пачини, Филиппо
Филиппо Пачини (Filippo Pacini; 1812—1883) — итальянский анатом. 

## Биография
Учился во флорентийской хирургической школе. В 1835 году, будучи студентом, он прочитал доклад во флорентийском физико-медицинском обществе об открытии названных впоследствии его именем осязательных телец в нервах пальцев, но оно не было тогда признано. Продолжая работать, он в 1839 году демонстрировал свои препараты на учёном конгрессе, а в 1840 году обнародовал их с приложением рисунков. В том же году перешёл в Пизу, где был ассистентом профессора Паоло Сави. В 1844 году исследовал и обнародовал свою работу о сетчатке. Долго не признаваемый и даже преследуемый современниками, он только в 1849 году получил кафедру топографической анатомии и гистологии во Флоренции. В 1852 году он опубликовал свои знаменитые исследования об электрических органах у Gymnotus electricus, в 1854—55 гг. об изменении слизистой оболочки кишок при холере, причём указал на присутствие миллионов палочковидных телец в слизистых оболочках и в извержениях, которые он считал микробами и назвал истинными возбудителями холерных заболеваний. Смерть при холере он объяснял потерей воды, обусловленной потерей эпителия вследствие воздействия микробов. Ему не удалось выделить палочек Коха, но на его многочисленных рисунках изображено их присутствие.
Пачини издал также несколько выдающихся работ по судебной медицине, а под конец своей жизни опубликовал свой способ оживления утопленников и отравленных наркотическими ядами. Пользуясь громадной славой и уважением вне Италии, он из-за своего тяжелого и нервного характера имел на родине много врагов. Незадолго до своей смерти был забаллотирован в члены римской Academia dei Lincei.